# توماس إف. بورجن
توماس إف. بورجن (بالنرويجية: Thomas Borgen)‏ (و. 1964  م) هو مصرفي، والمدير التنفيذي للاعمال نرويجي، ولد في ساربسبورغ.

## مناصب
تولى منصب كبير الإداريين التنفيذيين، البنك الدنماركي ‏ (16 سبتمبر 2013–19 سبتمبر 2018)
- كبير الإداريين التنفيذيين، Danske Bank (Norway) [الإنجليزية]‏ (2001–2009).

## التعليم
تعلم في جامعة سيراكيوز، وتحصل منها على ماجستير إدارة الأعمال (حتى 1989)، وجامعة هيريوت وات، وتحصل منها على بكالوريوس إدارة الأعمال (حتى 1987).